# Bomolocha citata
Bomolocha citata är en fjärilsart som beskrevs av Augustus Radcliffe Grote 1872. Bomolocha citata ingår i släktet Bomolocha och familjen nattflyn. Inga underarter finns listade i Catalogue of Life.